# Parlamentsvalget i Østrig 2008
Parlamentsvalget i Østrig 2008 blev afholdt den 28. september 2008 i Østrig. Ved valget skulle der vælges 183 pladser til Østrigs parlament Nationalrådet.

## Valgresultat
| Parti                                                   | Stemmer   | Procent | Mandater |
| ------------------------------------------------------- | --------- | ------- | -------- |
| Socialdemokraterne                                      | 1.430.206 | 29,26   | 57       |
| Det østrigske Folkeparti                                | 1.269.656 | 25,98   | 51       |
| Frihedspartiet i Østrig                                 | 857.029   | 17,54   | 34       |
| Alliancen for Østrigs Fremtid (BZÖ – Liste Jörg Haider) | 522.933   | 10,70   | 21       |
| De Grønne                                               | 509.936   | 10,43   | 20       |
| Liberal Forum                                           | 102.249   | 2,09    | 0        |
| Ugyldige/blanke stemmer                                 | 103.643   | -       | -        |
| Totalt (deltagelse 78,82%)                              | 4.990.952 | -       | 183      |

Notater: Kun partier som fik mere end 100.000 stemmer er listet i tabellen.